# Будинок земської школи (Олексіївка)
Будинок земської школи (Олексіївка) — історична споруда початку XX століття, розташована в селі Олексіївка Нікопольського району Дніпропетровської області. Зведений 1900-ті – поч. 1910-х рр. за адресою: вулиця Зарічна, 61, село Олексіївка Нікопольського району Дніпропетровської області.  

## Історія будівництва
Після революції 1905-1906 років, російсько-японської війни і реформ 1906-1907 років піднімається питання про введення загальної початкової освіти. У 1906 році на розгляд у Думі виноситься законопроект міністра народної просвіти Петра Михайловича фон-Кауфмана. Деякі положення закону були прийняті 3 травня 1908 року, Відповідно до Закону різко збільшили державне фінансування Міністерства народної просвіти, а
пункт 6 встановлював безкоштовну початкову освіту. Це був поштовх до зведення земських шкіл. Серед інших шкіл була профінансована церковно-приходська школа в селі Олексіївка. 

## Місцезнаходження та опис будівлі школи
Будівля розміщена з відступом від червоної лінії вулиці Зарічної, що пролягає вздовж затоки Каховського водосховища. Цей водний ландшафт, у поєднанні з річкою Сухий Чортомлик, формує унікальну просторову структуру села, розділяючи його на кілька частин. Школа знаходиться вглибині ділянки, перед головним фасадом ростуть листяні дерева. Через таке розташування — у глибині ділянки — будівля не відіграє домінуючої ролі в сільській забудові, однак має культурно-історичне значення як зразок шкільної архітектури земського періоду.  
Збудована у межах земської освітньої програми, будівля вирізняється півтораповерховим об'ємом з високим цоколем, до якого ведуть широкі кам'яні сходи, підкреслюючи урочистість входу. Будівля зведена з цегли (можливо, місцевого виробництва), має симетричне планування з центральним входом. Архітектурну виразність створює фронтон над головним входом і рельєфний карниз, що підкреслює перехід між ярусами. Вікна — високі, прямокутні, у характерному для земських шкіл розташуванні: великий обсяг світла, спрямований на навчальні приміщення. 
Типово для земської архітектури, школа поєднує функціональність із елементами класицистичної строгості, притаманної сільським освітнім будівлям доби.

## Див також
- Земська школа
- Будинок земської школи (Китайгородка)
- Будинок земської школи (Новопавлівка)